# Regnskugga

Till höger om berget är det regnskugga.

Regnskugga är ett område som ligger i lä om berg eller annan höjd och därför får mindre nederbörd än omgivande områden.
Regnskugga är en efterföljd av orografisk nederbörd.[källa behövs] Från havet på ett bergs lovartssida (motsidan till lä) för vindarna med sig förångat vatten. Vattnet avkyls och kondenseras när det stiger, vilket ger nederbörd på bergets lovartssida medan luften tvingas över berget. På läsidan sjunker sedan luften nedåt och värms, vilket gör luften torr och löser upp molnen. Området på läsidan om berget får då regnskugga.
I Sverige medför regnskugga att exempelvis Abisko får mycket mindre nederbörd än närliggande Riksgränsen.